# Julián de Guzmán
Pour les articles homonymes, voir Guzmán.
Julián Bobby de Guzmán, né le 25 mars 1981 à Toronto, est un joueur international canadien de soccer. Il évoluait au poste de milieu défensif.
Il est le frère de Jonathan de Guzmán, née d'une mère d'origine philippine et d'un père d'origine jamaïcaine.

## Biographie

### En club
Il commence sa carrière au Canada, son pays de naissance, au North Scarborough Soccer Club, club situé dans le quartier de Scarborough à Toronto. 
Repéré par l'Olympique de Marseille, il signe en 1997 pour le club phocéen, mais il ne jouera jamais avec l'équipe première de l'OM. Il décide alors de quitter la France pour l'Allemagne et la Bundesliga 2, en signant pour le 1. FC Sarrebruck. Après une première saison difficile (2 matchs seulement en championnat), il fait une bonne saison et se voit recruté par le Hanovre 96, fraîchement promu en Bundesliga. Après 3 saisons passées à Hanovre, et 5 en tout en Allemagne, le joueur décide de changer d'air pendant l'été 2005.
Il signe alors pour le Deportivo La Corogne et découvre un nouveau championnat, la Liga. Il devient un élément indispensable au sein du club galicien.  Le 11 septembre 2009, il joint le Toronto FC en tant que joueur désigné. Il rejoint ainsi ses compatriotes Canadiens Ali Gerba, Dwayne De Rosario, Adrian Serioux et Jim Brennan. 
Le 13 juillet 2012, il est transféré au FC Dallas en échange d'Andrew Wiedeman.
Après plusieurs mois sans club, il réalise un essai avec le Crew de Columbus mais signe finalement avec le Fury d'Ottawa le 27 mars 2015. Le 30 janvier 2017, il annonce prendra sa retraite sportive tout en rejoignant l'encadrement technique du Fury en tant qu'entraîneur-adjoint.

### En sélection
Lors du match Salvador-Canada disputé le 17 novembre 2015, Julián de Guzmán bat le précédent record de 84 sélections détenu par Paul Stalteri. Il porte ce record à 89 sélections, qui sera battu en 2021 par son ami Atiba Hutchinson.
Il participe à six Gold Cup : en 2002, 2007, 2009, 2011, 2013 et 2015. Il est troisième lors de l'édition 2002 puis demi-finaliste de la compétition en 2007.

#### Buts en sélection
| Buts en sélection de Julián de Guzmán | Buts en sélection de Julián de Guzmán | Buts en sélection de Julián de Guzmán | Buts en sélection de Julián de Guzmán | Buts en sélection de Julián de Guzmán | Buts en sélection de Julián de Guzmán | Buts en sélection de Julián de Guzmán |
|                                       | Date                                  | Lieu                                  | Adversaire                            | Score                                 | Résultat                              | Compétition                           |
| ------------------------------------- | ------------------------------------- | ------------------------------------- | ------------------------------------- | ------------------------------------- | ------------------------------------- | ------------------------------------- |
| 1.                                    | 6 juin 2007                           | Miami Orange Bowl, Miami (États-Unis) | Costa Rica                            | 1-1                                   | 2-1                                   | GC 2007                               |
| 2.                                    | 6 juin 2007                           | Miami Orange Bowl, Miami (États-Unis) | Costa Rica                            | 2-1                                   | 2-1                                   | GC 2007                               |
| 3.                                    | 31 mai 2008                           | Qwest Field, Seattle (États-Unis)     | Brésil                                | 2-2                                   | 2-3                                   | Amical                                |
| 4.                                    | 20 août 2008                          | BMO Field, Toronto (Canada)           | Jamaïque                              | 1-0                                   | 1-1                                   | QCM 2010                              |

NB : Les scores sont affichés sans tenir compte du sens conventionnel en cas de match à l'extérieur (Canada-Adversaire).

## Palmarès

### Distinctions individuelles
- Meilleur joueur de la Gold Cup 2007.

### En équipe du Canada
- 89 sélections et 4 buts entre 2002 et 2016.
- Troisième de la Gold Cup 2002.
- Demi-finaliste de la Gold Cup 2007.